# كاريس كارنداس
كاريس كارنداس أو الكاروندا (الاسم العلمي:Carissa carandas) هي نوع نباتي يتبع جنس الكاريس من فصيلة الدفلية.

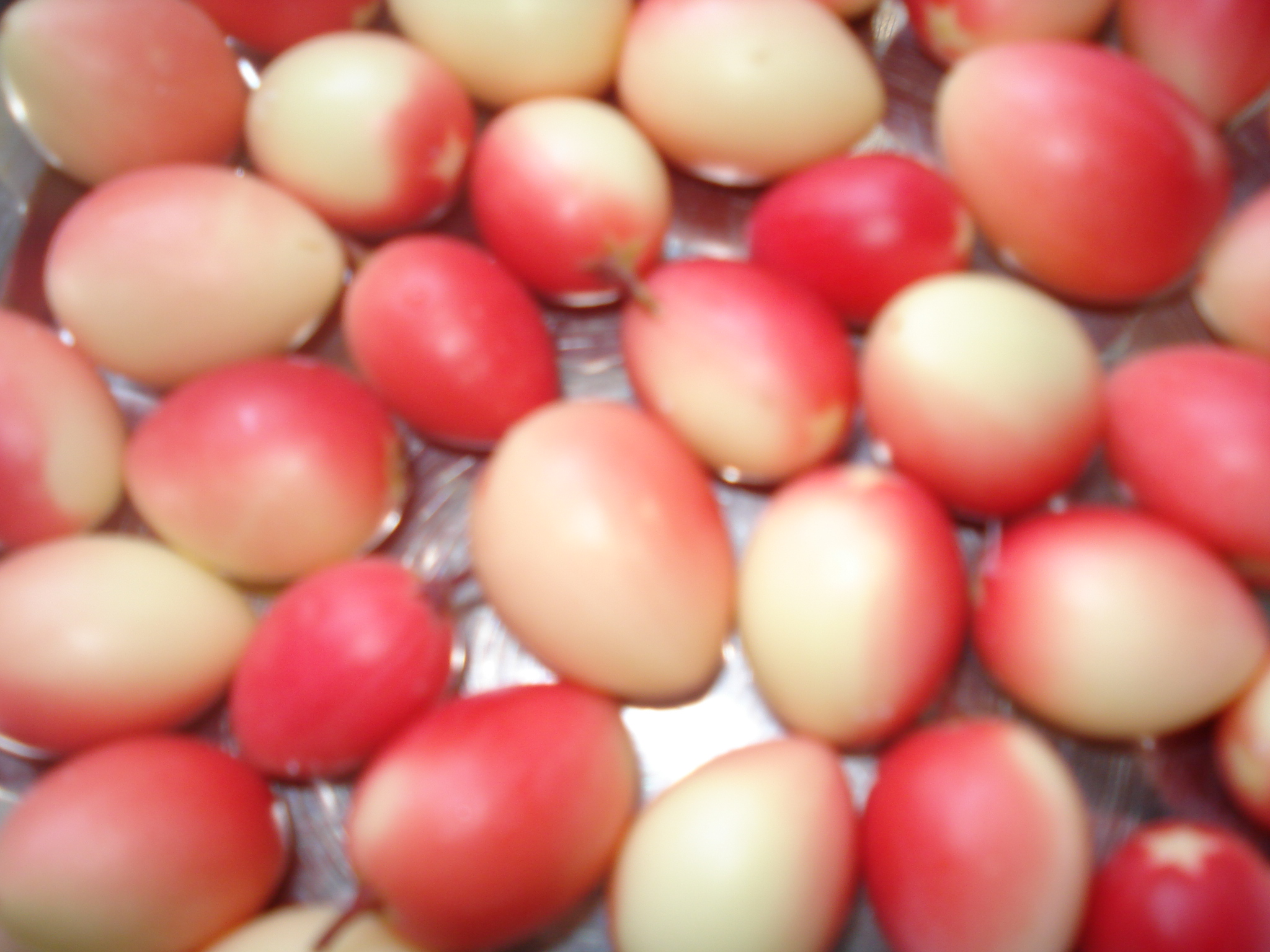
ثمار الكروندة